# 蒂图·霍福德
阿尔弗雷多·威廉·霍福德（西班牙語：Alfredo William Horford，1966年1月19日—），多米尼加职业篮球运动员，曾效力于NBA联盟。他在1988年的NBA选秀中第2轮第39顺位被密尔沃基雄鹿选中。他是在NBA打球的首位多米尼加出生球员。